# Giovanni Bonini
Pour les articles homonymes, voir Bonini.
Giovanni Bonini  (né à Assise en Ombrie) est un peintre italien du XIVe siècle actif à Orvieto dans les années 1320.

## Œuvres